# Vittorio Storaro

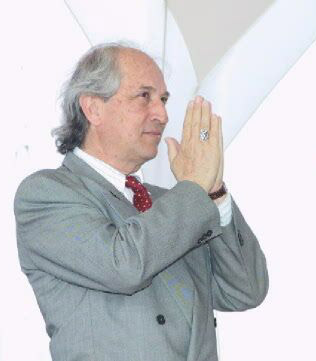
Vittorio Storaro

Vittorio Storaro (Roma, 24 de juny de 1940) és un director de fotografia italià de cinema modern, guanyador de tres Oscars.
Fill d'un projeccionista de cinema, Storaro va començar estudiant fotografia als 11 anys, i els estudis formals de cinematografia al Centre Experimental de Cinematografia de Roma, als 18. Va treballar com a operador de càmera durant molts anys, el seu primer film com a director de fotografia va ser Giovinezza, Giovinezza (Youthful, Youthful) el 1968.
Ha treballat amb destacats directors de cinema, com per exemple Bernardo Bertolucci, amb el qual va establir un estreta i llarga col·laboració, així com Francis Ford Coppola i Warren Beatty.
Alguns dels seus treballs més destacats són: Novecento, El Conformista, El último tango en París, El Último Emperador, Apocalypse Now,, One From the Heart, Rojos, Bulworth, El cielo protector, Tucker: The Man and His Dream.
El primer èxit nord-americà de Storaro va ser Apocalypse Now, dirigida per Francis Ford Coppola l'any 1979, obra amb la qual va guanyar el seu primer Oscar. Coppola va a Storaro total llibertat a l'hora de recrear l'atmosfera visual de film, fet amb el qual, segon molts crítics, s'ha convertit amb una de les pel·lícules més espectaculars de tots els temps a nivell visual. Storaro ha rebut dos Oscar més, un per Rojos (1981) i un per L'últim emperador (1989). Va rebre la seva quarta, i fins al moment darrera nominació als Oscar pel seu treball a Dick Tracy (1990) de Warren Beatty.
Storaro és considerat com el mestre de la direcció de fotografia en el cinema, el seu treball s'inspira en la teoria dels colors de Johann Wolfgang von Goethe, centrada en l'efecte psicològic que tenen els diferents colors i la manera que aquests influeixen en la percepció de les diferents emocions. Juntament amb el seu fill, Fabrizio Storaro, ha creat Univisium, format que pretén unificar totes les futures produccions televisives i cinematogràfiques en una única relació d'aspecte: 2.00:1. En 2002, Storaro acabà el primer d'una sèrie de llibres sobre la seva filosofia sobre la cinematogràfica.